# ARIA Awards
Die ARIA Awards sind eine jährliche Auszeichnung der australischen Musikindustrie (Australian Recording Industry Association) an einheimische Musiker. Sie sind der wichtigste Musikpreis in Australien.

## Hintergrund
Die erste Ausgabe der ARIA Awards gab es am 2. März 1987. Die Vereinigung der australischen Musikindustrie ARIA führte den Preis ein, um „herausragende und innovative Leistungen in allen Genres der australischen Musik“ zu würdigen. Die erste Verleihung fand in Sydney im Sheraton Wentworth Hotel vor 500 geladenen Gästen aus der Musikindustrie statt. Moderiert wurde die Veranstaltung von Sir Elton John, sie bestand aber lediglich aus der Preisübergabe ohne Auftritte von Musikern. Ab 1990 gab es auch Livemusik. Die einstündige Präsentation der 20 Gewinner wurde aufgezeichnet, aber nicht im Fernsehen ausgestrahlt. Dies blieb auch in den ersten fünf Jahren so. Erst ab 1992 gab es eine Fernsehübertragung, dafür zog die Veranstaltung einmalig nach Melbourne um. Davor und danach fand sie an verschiedenen Veranstaltungsorten in Sydney statt. Anfänglich wurde im März über die besten Interpreten und Werke des Vorjahres entschieden, 1995 wurde die Preisverleihung in den Oktober verschoben (relevanter Veröffentlichungszeitraum endet im September).
Wie bei vergleichbaren nationalen Musikpreisen gibt es die Hauptpreise für die besten Veröffentlichungen (Album, Single und Song) und die besten Interpreten (Band, männlicher und weiblicher Musiker, neues Talent). Dazu Auszeichnungen für Veröffentlichungen in verschiedenen Genres (Country, Jazz, indigene Musik usw.) sowie für den besten Produzenten und den besten Techniker, das beste Video und die beste Covergestaltung. Gewählt werden die Sieger der allgemeinen Kategorien von über 1000 Vertretern der Musikbranche. Ein Komitee aus Vertretern der in der ARIA vereinigten Plattenfirmen bestimmt Journalisten, Mitarbeiter der Plattenindustrie, Musikagenten, Konzertveranstalter und andere im Musikbereich Tätige, die eine dauerhafte Stimmberechtigung erhalten.  Ihre Namen werden nicht öffentlich bekanntgemacht. Auch frühere Preisträger dürfen an der Abstimmung teilnehmen. Für die Genre-spezifischen Kategorien gibt es eigene Gremien mit bis zu 100 Mitgliedern („Judging Schools“), die über die Preise entscheiden. Bis 2009 gab es auch noch zwei weitere Kategorien, bestverkaufte Single und bestverkauftes Album, bei denen alleine die zertifizierten Verkäufe des vorhergehenden Jahres entschieden haben. Seit 2010 gibt es in einigen Kategorien auch öffentliche Abstimmungen.
Die Awards begannen mit 20 Kategorien, haben sich aber über die Jahre verändert.
- Bereits 1988 wurde eine Hall of Fame eingeführt und ein Outstanding Achievement Award für besondere Leistungen eingeführt, die aber unregelmäßig vergeben werden. Über diese Sonderauszeichnungen entscheidet ein eigenes ARIA Board.[6]
- Seit 1989 gibt es den Breakthrough Artist für Interpreten, die mit einer Single oder einem Album ihren Durchbruch geschafft haben. Bis 1998 gab es den Preis parallel zum Preis für das beste neue Talent, danach war es der alleinige „Newcomer“-Preis und ab 2010 wurde nicht mehr zwischen Album und Single unterschieden und nur noch ein Preis vergeben.
- Die Genres wurden immer wieder erweitert und an die musikalische Entwicklung angepasst. So wurde Pop, Rock und Heavy Metal unterschieden, Mitte der 1990er wurde Weltmusik und Dance und 2004 Urban Music (R&B, Hip-Hop, Soul, Funk, Reggae und Dancehall)[7] eingeführt.
- Bis 2009 waren die Auszeichnungen ausschließlich australischen Musikern vorbehalten, 2010 wurde eine Internetabstimmung über die populärsten australischen und internationalen Musiker durchgeführt. Seit 2012 gibt es die Kategorie Best International Artist, über die per Internetabstimmung entschieden wird.
- 2010 wurden die beiden ausschließlich durch Verkäufe bestimmten Kategorien abgeschafft (meistverkaufte Single / meistverkauftes Album), dafür wurden erstmals Internetabstimmungen eingesetzt. Seit 2012 werden neben den besten internationalen Künstlern auch das beste Video, der beste australische Live-Act und der Song des Jahres als Publikumspreis durch Public Voting im Internet entschieden.[8]

Die erfolgreichsten australischen Künstler sind die Bands Silverchair und Powderfinger sowie John Farnham und Kylie Minogue mit jeweils über 40 Nominierungen und 17 oder mehr Auszeichnungen (Stand: 2018).

## Die wichtigsten Preisträger
In den Hauptkategorien Album, Single und Interpreten des Jahres wurden seit 1987 folgende Auszeichnungen vergeben:

### 1987
- Album of the Year: Whispering Jack von John Farnham
- Single of the Year: You’re the Voice von John Farnham
- Best Female Artist: Jenny Morris (Single You’re Gonna Get Hurt)
- Best Male Artist: John Farnham (Album Whispering Jack)
- Best Group: INXS (Single Listen like Thieves)
- Best New Talent: Crowded House (Single Don’t Dream It’s Over)

### 1988
- Album of the Year: Man of Colours von Icehouse
- Single of the Year: Beds Are Burning von Midnight Oil
- Best Female Artist: Jenny Morris (Album Body and Soul)
- Best Male Artist: John Farnham (Album Age of Reason)
- Best Group: Crowded House (Single Better Be Home Soon)
- Best New Talent: Weddings Parties Anything (Album Scorn of the Women)

### 1989
- Album of the Year: Temple of Low Men von Crowded House
- Single of the Year: Under the Milky Way von The Church
- Best Female Artist: Kate Ceberano (Album You’ve Always Got the Blues)
- Best Male Artist: Jimmy Barnes (Album Barnestorming)
- Best Group: INXS (Single Never Tear Us Apart)
- Best New Talent: Johnny Diesel and the Injectors (Single Don’t Need Love)

### 1990
- Album of the Year: Matchbook von Ian Moss
- Single of the Year: Crying in the Chapel von Peter Blakeley
- Best Female Artist: Kate Ceberano (Album Brave)
- Best Male Artist: Ian Moss (Album Matchbook)
- Best Group: The Black Sorrows (Album Hold On to Me)
- Best New Talent: Gyan (Album Gyan)

### 1991
- Album of the Year: Blue Sky Mining von Midnight Oil
- Single of the Year: I Don’t Want to Be with Nobody but You von den Absent Friends
- Best Female Artist: Wendy Matthews (Album Émigré)
- Best Male Artist: John Farnham (Album Chain Reaction)
- Best Group: Midnight Oil (Album Blue Sky Mining)
- Best New Talent: Archie Roach (Album Charcoal Lane)

### 1992
- Album of the Year: Baby Animals von den Baby Animals
- Single of the Year: Treaty (Filthy Lucre Remix) von Yothu Yindi
- Best Female Artist: Deborah Conway (Album String of Pearls)
- Best Male Artist: Jimmy Barnes (Album Soul Deep)
- Best Group: INXS (Album Live Baby Live)
- Best New Talent: Underground Lovers (Album Underground Lovers)

### 1993
- Album of the Year: Hepfidelity von Diesel
- Single of the Year: The Day You Went Away von Weny Matthews
- Best Female Artist: Wendy Matthews (Album Lily)
- Best Male Artist: Diesel (Album Hepfidelity)
- Best Group: Crowded House (Single Weather with You)
- Best New Talent: Things of Stone and Wood (Single Share This Wine)

### 1994
- Album of the Year: The Honeymoon Is Over von The Cruel Sea
- Single of the Year: The Honeymoon Is Over von The Cruel Sea
- Best Female Artist: Wendy Matthews (Single Friday’s Child)
- Best Male Artist: Diesel (Album The Lobbyist)
- Best Group: The Cruel Sea (Album The Honeymoon Is Over)
- Best New Talent: The Badloves (Single Get on Bord)

### 1995
- Album of the Year: Don’t Ask von Tina Arena
- Single of the Year: Tomorrow von Silverchair
- Best Female Artist: Tina Arena (Album Don’t Ask)
- Best Male Artist: Diesel (Album Solid State Rhyme)
- Best Group: The Cruel Sea (Album Three Legged Dog)
- Best New Talent: Silverchair (Album Frogstomp)

### 1996
- Album of the Year: Hourly, Daily von You Am I
- Single of the Year: Where the Wild Roses Grow von Nick Cave & Kylie Minogue
- Best Female Artist: Christine Anu (Single Come On)
- Best Male Artist: Dave Graney (Album The Soft ’n’ Sexy Sound)
- Best Group: You Am I (Album Hourly, Daily)
- Best New Talent: Monique Brumby (Single Fool for You)

### 1997
- Album of the Year: Savage Garden von Savage Garden
- Single of the Year: Truly Madly Deeply von Savage Garden
- Song of the Year: To the Moon and Back von Savage Garden
- Best Female Artist: Monique Brumby (Single Mary)
- Best Male Artist: Paul Kelly (EP How to Make Gravy)
- Best Group: Savage Garden (Album Savage Garden)
- Best New Talent: The Superjesus (EP Eight Step Rail)

### 1998
- Album of the Year: Unit von Regurgitator
- Single of the Year: Torn von Natalie Imbruglia
- Best Female Artist: Natalie Imbruglia (Album Left of the Middle)
- Best Male Artist: Paul Kelly (Album Words and Music)
- Best Group: The Whitlams (Single Eternal Nightcap)
- Best New Talent: Natalie Imbruglia (Album Left of the Middle)

### 1999
- Album of the Year: Internationalist von Powderfinger
- Single of the Year: The Day You Come von Powderfinger
- Best Female Artist: Natalie Imbruglia (Single Wishing I Was There)
- Best Male Artist: Tim Rogers (Album What Rhymes with Cars and Girls)
- Best Group: The Living End (Album The Living End)
- Breakthrough Artists:
  - The Living End – Album The Living End
  - Alex Lloyd – Single Lucky Star
  - Taxiride – Single Get Set

### 2000
- Album of the Year: Reflector von Killing Heidi
- Single of the Year: Don’t Call Me Baby von Madison Avenue
- Best Female Artist: Kasey Chambers (Single The Captain)
- Best Male Artist: Alex Lloyd (Album Black the Sun)
- Best Group: Killing Heidi (Album Reflector)
- Breakthrough Artists:
  - Killing Heidi – Album Reflector
  - Madison Avenue – Single Don’t Call Me Baby

### 2001
- Album of the Year: Odyssey Number Five von Powderfinger
- Single of the Year: My Happiness von Powderfinger
- Best Female Artist: Kylie Minogue (Album Light Years)
- Best Male Artist: Nick Cave (Album No More Shall We Part)
- Best Group: Powderfinger (Album Odyssey Number Five)
- Breakthrough Artists:
  - The Avalanches – Album Since I Left You
  - The Avalanches – Single Frontier Psychiatrist

### 2002
- Album of the Year: Barricades & Brickwalls von Kasey Chambers
- Single of the Year: Can’t Get You Out of My Head von Kylie Minogue
- Best Female Artist: Kasey Chambers (Album Barricades & Brickwalls)
- Best Male Artist: Alex Lloyd (Album Watching Angels Mend)
- Best Group: Silverchair (Album Diorama)
- Breakthrough Artists:
  - George – Album Polyserena
  - The Vines – Single Get Free

### 2003
- Album of the Year: Vulture Street von Powderfinger
- Single of the Year: Born to Try von Delta Goodrem
- Best Female Artist: Delta Goodrem (Album Innocent Eyes)
- Best Male Artist: Alex Lloyd (Song Coming Home)
- Best Group: Powderfinger (Album Vulture Street)
- Breakthrough Artists:
  - Delta Goodrem – Album Innocent Eyes
  - Delta Goodrem – Single Born to Try

### 2004
- Album of the Year: Get Born von Jet
- Single of the Year: Are You Gonna Be My Girl von Jet
- Best Female Artist: Kasey Chambers (Album Wayward Angel)
- Best Male Artist: John Butler (Album Sunrise over Sea)
- Best Group: Jet (Album Get Born)
- Breakthrough Artists:
  - Jet – Album Get Born
  - Jet – Single Are You Gonna Be My Girl

### 2005
- Album of the Year: The Sound of White von Missy Higgins
- Single of the Year: Catch My Disease von Ben Lee
- Best Female Artist: Missy Higgins (Album The Sound of White)
- Best Male Artist: Ben Lee (Album Awake Is the New Sleep)
- Best Group: Eskimo Joe (Single Older Than You)
- Breakthrough Artists:
  - Missy Higgins – Album The Sound of White
  - End of Fashion – Single O Yeah

### 2006
- Album of the Year: Tea and Sympathy von Bernard Fanning
- Single of the Year: Black Fingernails, Red Wine von Eskimo Joe
- Best Female Artist: Clare Bowditch (Album What Was Left)
- Best Male Artist: Bernard Fanning (Album Tea and Sympathy)
- Best Group: Wolfmother (Album Wolfmother)
- Breakthrough Artists:
  - Wolfmother – Album Wolfmother
  - Youth Group – Single Forever Young

### 2007
- Album of the Year: Young Modern von Silverchair
- Single of the Year: Straight Lines von Silverchair
- Best Female Artist: Missy Higgins (Album On a Clear Night)
- Best Male Artist: Gotye (Album Mixed Blood)
- Best Group: Silverchair (Album Young Modern)
- Breakthrough Artists:
  - Sneaky Sound System – Album Sneaky Sound System
  - Operator Please – Single Just a Song About Ping Pong

### 2008
- Album of the Year: Apocalypso von den Presets
- Single of the Year: Sweet About Me von Gabriella Cilmi
- Best Female Artist: Gabriella Cilmi (Album Lessons to Be Learned)
- Best Male Artist: Nick Cave (Album Dig, Lazarus, Dig!!!)
- Best Group: The Presets (Album Apocalypso)
- Breakthrough Artists:
  - Gabriella Cilmi – Album Lessons to Be Learned
  - Gabriella Cilmi – Single Sweet About Me

### 2009
- Album of the Year: Walking on a Dream von Empire of the Sun
- Single of the Year: Walking on a Dream von Empire of the Sun
- Best Female Artist: Sarah Blasko (Album As Day Follows Night)
- Best Male Artist: Daniel Merriweather (Album Love & War)
- Best Group: Empire of the Sun (Album Walking on a Dream)
- Breakthrough Artists:
  - Ladyhawke – Album Ladyhawke
  - Ladyhawke – Single My Delirium

### 2010
- Album of the Year: Down the Way von Angus & Julia Stone
- Single of the Year: Big Jet Plane von Angus & Julia Stone
- Best Female Artist: Washington (Album I Believe You Liar)
- Best Male Artist: Dan Sultan (Album Get Out While You Can)
- Best Group: The Temper Trap (Album Love Lost)
- Breakthrough Artist: Washington (Album I Believe You Liar)

### 2011
- Album of the Year: Moonfire von Boy & Bear
- Single of the Year: Somebody That I Used to Know von Gotye feat. Kimbra
- Best Female Artist: Kimbra (Album Cameo Lover)
- Best Male Artist: Gotye (Single Somebody That I Used to Know featuring Kimbra)
- Best Group: Boy & Bear (Album Moonfire)
- Breakthrough Artist: Boy & Bear (Album Moonfire / Single Feeding Line)

### 2012
- Album of the Year: Making Mirrors von Gotye
- Song of the Year: Brother von Matt Corby
- Best Female Artist: Kimbra (Album Vows)
- Best Male Artist: Gotye (Album Making Mirrors)
- Best Group: The Temper Trap (Album The Temper Trap)
- Breakthrough Artist: 360 (Album Falling & Flying)

### 2013
- Album of the Year: Lonerism von Tame Impala
- Song of the Year: Resolution von Matt Corby
- Best Female Artist: Jessica Mauboy (Album To the End of the Earth)
- Best Male Artist: Flume (Album Flume)
- Best Group: Tame Impala (Album Lonerism)
- Breakthrough Artist: Flume (Album Flume)

### 2014
- Album of the Year: 1000 Forms of Fear von Sia
- Song of the Year: She Looks So Perfect von 5 Seconds of Summer
- Best Female Artist: Sia (Album 1000 Forms of Fear)
- Best Male Artist: Chet Faker (Album Built on Glass)
- Best Group: Sheppard (Album Bombs Away)
- Breakthrough Artist: Iggy Azalea (Album The New Classic)

### 2015
- Album of the Year: Currents von Tame Impala
- Song of the Year: Start Again von Conrad Sewell
- Best Female Artist: Courtney Barnett (Album Sometimes I Sit and Think, and Sometimes I Just Sit)
- Best Male Artist: Vance Joy (Album Dream Your Life Away)
- Best Group: Tame Impala (Album Currents)
- Breakthrough Artist: Courtney Barnett (Album Sometimes I Sit and Think, and Sometimes I Just Sit)

### 2016
- Album of the Year: Skin von Flume
- Song of the Year: Youth von Troye Sivan
- Best Female Artist: Sia (Album This Is Acting)
- Best Male Artist: Flume (Album Skin)
- Best Group: Violent Soho (Album Waco)
- Breakthrough Artist: Montaigne (Album Glorious Heights)

### 2017
- Album of the Year: Go Farther in Lightness von Gang of Youths
- Song of the Year: Stranger von Peking Duk feat. Elliphant
- Best Female Artist: Sia (Song: The Greatest mit Kendrick Lamar)
- Best Male Artist: Paul Kelly (Album Life Is Fine)
- Best Group: Gang of Youths (Album Go Farther in Lightness)
- Breakthrough Artist: Amy Shark (Album Night Thinker)

### 2018
- Album of the Year: Love Monster von Amy Shark
- Song of the Year: Youngblood von 5 Seconds of Summer
- Best Female Artist: Amy Shark (Album Love Monster)
- Best Male Artist: Gurrumul (Album Djarimirri (Child of the Rainbow))
- Best Group: 5 Seconds of Summer (Song Youngblood)
- Breakthrough Artist: Ruel (Song Dazed & Confused)

### 2019
- Album of the Year: A Place We Knew von Dean Lewis
- Song of the Year: Choir von Guy Sebastian
- Best Female Artist: Tones and I (Song Dance Monkey)
- Best Male Artist: Dean Lewis (Album A Place We Knew)
- Best Group: The Teskey Brothers (Album Run Home Slow)
- Breakthrough Artist: Tones and I (Song Dance Monkey)

### 2020
- Album of the Year: The Slow Rush von Tame Impala
- Song of the Year: Teeth von 5 Seconds of Summer
- Best Female Artist: Sampa the Great (Album The Return)
- Best Male Artist: Archie Roach (Album Tell Me Why)
- Best Group: Tame Impala (Album The Slow Rush)
- Breakthrough Artist: Lime Cordiale (Album 14 Steps to a Better You)

### 2021
- Album of the Year: Smiling with No Teeth von Genesis Owusu
- Song of the Year: Booster Seat von Spacey Jane
- Best Artist: The Kid Laroi (Song Stay mit Justin Bieber)
- Best Group: Rüfüs Du Sol (Song Alive)
- Breakthrough Artist: Budjerah (EP Budjerah)

### 2022
- Album of the Year: Gela von Baker Boy
- Song of the Year: Cloudy Day von Tones and I
- Best Artist: Baker Boy (Album Gela)
- Best Group: Amyl and the Sniffers (Album Comfort to Me)
- Breakthrough Artist: King Stingray (Album King Stingray)

### 2023
- Album of the Year: Struggler von Genesis Owusu
- Song of the Year: Rush von Troye Sivan
- Best Artist: Troye Sivan
- Best Group: DMA’s
- Breakthrough Artist: Teenage Dads[9]

### 2024
- Album of the Year: Something to Give Each Other von Troye Sivan
- Song of the Year: The Worst Person Alive von G Flip
- Best Solo Artist: Troye Sivan
- Best Group: Royel Otis
- Breakthrough Artist: Teen Jesus and the Jean Teasers[10]